# Bartolomé Gálvez Corral
Bartolomé Gálvez Corral (Málaga, Corona de Castilla, Monarquía Hispánica 20 de marzo de 1659 - Santiago de Guatemala 16 de mayo de 1715) fue un comisario general de la caballería y caballero de la Orden de Santiago que ejercería los cargos de corregidor de Santiago Atitlán, alcalde ordinario de Santiago de Guatemala, y alcalde mayor de San Salvador (desde 1699 a 1703).

## Biografía
Bartolomé Caledonio de Gálvez Corral nació en Málaga, Corona de Castilla de la Monarquía Hispánica el 20 de marzo de 1659, siendo hijo de García de Gálvez Carmona y Atienza y de Leonor López de Corral y Paniagua. En el año de 1667 se trasladaría a residir a la ciudad de Santiago de Guatemala donde ejercería los cargos de regidor perpetuo, capitán de infantería, capitán de caballos corazas, corregidor de Atitlán, alférez mayor, contador apostólico y Real del tribunal de la Santa Cruzada, y alférez real.
El 29 de junio de 1688 contraería matrimonio con Francisca Rosa Varón de Berieza y López de Ramales, con quien engendraría 10 hijos (entre los cuales estarían Cristóbal y Manuel, que al igual que su padre, serían alcaldes mayores de San Salvador). El 13 de junio de 1690 el rey Carlos II lo designaría como alcalde mayor de San Salvador, para que tomase posesión cuando terminase el período para el que habían sido designados sus predecesores José Hurtado de Arria (quien estaba desempeñando el cargo) y José Calvo de Lara. Posteriormente, retornaría a España, donde el 18 de marzo de 1692 se le concedería el hábito de la Orden de Santiago; luego de lo cual, el 27 de junio de ese año, retornaría a Guatemala, donde en 1696 se desempeñaría como alcalde ordinario y corregidor del valle de Santiago de Guatemala.
El 30 de diciembre de 1698, por real cédula, se le comisionó para llevar a cabo el juicio de residencia a José Calvo de Lara (su predecesor en el cargo de alcalde mayor); el 7 de abril de 1699 la real audiencia guatemalteca decreta el cumplimiento de su nombramiento como alcalde mayor, y el 14 de mayo le otorgó el pase para ir a ejercer ese cargo; tomando posesión a principios del mes de junio de ese año. Sin embargo, a principios de enero de 1703 -debido problemas de salud-, decidió dejar dicho puesto y retirarse a vivir en su residencia en Santiago de Guatemala, donde testaría ante el escríbano Calderón de Verrohondo el 21 de julio de 1714, y fallecería el 16 de mayo de 1715.